# Дитики-Ахаия
Дитики́-Ахаи́я (греч. Δήμος Δυτικής Αχαΐας «Западная Ахея») — община (дим) в Греции в северо-западной части полуострова Пелопоннеса на побережье заливов Килиниос и Патраикос Ионического моря в периферийной единице Ахея в периферии Западная Греция. Население 25 916 жителей по переписи 2011 года. Площадь 573,3 квадратного километра. Плотность 45,2 человека на квадратный километр. Административный центр — Като-Ахаия. Димархом на местных выборах 2014 года избран Христос Николау (Χρήστος Νικολάου).
Названа по области Ахея. Создана в 2010 году (ΦΕΚ 87Α) по программе «Калликратис» при слиянии упразднённых общин Дими, Ларисос, Моври и Оленос.

## Административное деление

Административное деление общины:
1 — Дими
2 — слева направо: Ларисос, Моври, Оленос

Община (дим) Дитики-Ахаия делится на 3 общинные единицы.